# De dood van Socrates
De dood van Socrates (Engels: The Death of Socrates) is een schilderij uit 1787 van Jacques-Louis David. In het schilderij wordt Socrates afgebeeld, die op het punt staat om zijn gifbeker te drinken. Hij wordt omringd door een groep vrienden. Het schilderij bevindt zich in het Metropolitan Museum of Art in New York.
Socrates zat in de gevangenis, omdat hij beschuldigd werd van goddeloosheid en het bederven van de jeugd. Zijn ideeën wilde hij niet opgeven en werd daarom ter dood veroordeeld. In het schilderij wordt hij afgebeeld, op het punt zijn gifbeker te drinken. Net bevrijd van zijn boeien, spreekt Socrates in zijn laatste momenten over de onsterfelijkheid van de ziel. Hij wordt omringd door een groep vrienden.
Aan de voet van het bed zit Plato, die niet aanwezig was bij Socrates' dood, maar wiens beschrijving van de gebeurtenis in zijn tekst, Phaedo, in Davids schilderij nauwgezet is gevolgd.
Belisarius vraagt om een aalmoes (1780) · Portret van dokter Alphonse Leroy (ca. 1783) · De eed van de Horatii (1784) · De dood van Socrates (1787) · De lictoren brengen Brutus de lichamen van zijn zonen (1789) · De dood van Marat (1793) · De Sabijnse vrouwen (1799) · Portret van Henriette de Verninac (1799) · Portret van Madame Récamier (1800) · Napoleon steekt de Alpen over (1801-1805) · Portret van Pius VII (1805) · De kroning van Napoleon (1806-07) · De verdeling van de adelaars (1810) · Portret van graaf Antoine Français de Nantes (1811) · Keizer Napoleon in zijn studeerkamer in de Tuilerieën (1812) · Apelles schildert Campaspe in aanwezigheid van Alexander de Grote (ca. 1812) · Mars ontwapend door Venus (1824)